# Argyrogramma omega
Argyrogramma omega är en fjärilsart som beskrevs av Jacob Hübner 1823. Argyrogramma omega ingår i släktet Argyrogramma och familjen nattflyn. Inga underarter finns listade i Catalogue of Life.